# Eilandstruikgaai
De eilandstruikgaai (Aphelocoma insularis) is een zangvogel uit de familie Corvidae (kraaien). 

## Verspreiding en leefgebied
Deze soort is endemisch op Santa Cruz Island.

## Status
De eilandstruikgaai komt niet als aparte soort voor op de lijst van het IUCN, maar is daar een ondersoort van de westelijke struikgaai (Aphelocoma californica).